# Робер из Осера
Робер из Осера (фр. Robert d'Auxerre, лат. Robertus S. Mariani Autissiodorensis; около 1156 — 1212) — французский хронист, монах-премонстрант, каноник аббатства Сент-Мариен в Осере (Бургундия).

## Биография
В 1205 году вступил в орден премонстрантов, но какие-либо другие подробности его жизни фактически неизвестны, за исключением того, что он являлся горячим сторонником крестового похода против альбигойцев.
По просьбе Мило де Тренеля (фр. Milo de Trainel; 1155—1202), аббата этого монастыря, написал работу по всемирной истории под полным названием «Chronologia seriem temporum et historiam rerum continens, ab urbis origine ad annum 1212», которая охватывает период между созданием мира и 1212 годом. Относительно истории мира до 1181 года она представляет собой компиляцию из трудов Иеронима Стридонского, Проспера Аквитанского, Сигеберта из Жамблу, Гугона из Флёри, анонимной «Хроники аббатства Сен-Пьер-ле-Виф в Сансе» и др. сочинений, но описание событий периода с 1181 по 1212 год принадлежит уже самому Роберу, который, помимо собственных воспоминаний, использовал доступные ему документы, включая письма крестоносцев. Значительным подспорьем для него послужило богатое книжное собрание соседнего цистерцианского аббатства Понтиньи.
Как летописец, Робер, по всей видимости, отличался большим усердием и здравым смыслом, придерживаясь хронологической схемы Гуго Сен-Викторского. Его хроника впоследствии признана была одним из самых ценных источников по истории Франции эпохи Филиппа II Августа, она также содержит информацию об истории других европейских стран, альбигойских войнах, крестовых походах и событиях на Востоке. Огюст Молинье называл её автора одним из лучших историков Средневековья. 
Его хроника была дополнена двумя анонимными продолжателями сначала до 1223-го, а затем до 1228 года, и впоследствии широко использовалась летописцами более поздних времён. Оригинал её рукописи сохранился в собрании муниципальной библиотеки Осера (MS 132), при этом часть, описывающая события с 1203 по 1211 год, сохранилась в единственном экземпляре, датируемом 1225 годом и хранящимся под шифром MS 26 в библиотеке Школы медицины в Монпелье (фр. Faculté de médecine de Montpellier).
Хроника Робера из Осера использовалась в качестве источника многими последующими хронистами, включая Жана де Майи, Жеро из Фраше, Гийома де Нанжи и Жана Сен-Викторского. Впервые она была напечатана в 1608 году в Труа Никола Камуза (Nicolas Camuzat; 1575—1655), и там же в 1609 году переиздана; известно также издание в томе XXVI серии Scriptores немецкого института Monumenta Germaniae Historica с предисловием филолога-медиевиста Освальда Холдер-Эггера.
Робер нередко отождествляется, хотя и на весьма сомнительных основаниях, с Робером Аболаном, настоятелем осерского монастыря Сент-Мариен, который умер в том же 1212 году.